# Mark Batson
Mark Batson est producteur, auteur-compositeur, musicien et arrangeur musical américain, originaire de Bushwick, Brooklyn et actuellement résident à Los Angeles. Il est l'un des collaborateurs habituels de Dr. Dre et a travaillé pour des artistes et groupes tels que Eminem, 50 Cent, The Game, Snoop Dogg, Dave Matthews Band, Alicia Keys, Anthony Hamilton, Nas, Maroon 5 et Beyoncé Knowles,,,.
Batson est initié au piano jazz à l'université Howard avant de mélanger sampling hip-hop et boîte à rythmes pour un groupe locale appelé Get Set V.O.P. Ce mélange est caractéristique de ses productions. Il compose des chansons pour les films Beauty Shop (2005), Miami Vice (2006), American Hustle (2013), Triple 9 (2016) et Les Potes (2018),,,.
Le 12 novembre 2024, il produit le morceau Flow pour le premier mini-album Follow du boys band sourd sud-coréen Big Ocean.

## Discographie

### Albums studio
- Dave Matthews Band - Stand Up
- Eminem - Relapse
- Eminem - Relapse: Refill
- Grace Potter and the Nocturnals - Grace Potter and the Nocturnals
- Seal - Seal IV
- Sekou Sundiata - Longstoryshort
- India.Arie - Acoustic Soul
- Alicia Keys - As I Am
- Lianne La Havas - Blood

### Chansons
- 1963 - Rachael Yamagata
- 1973 - James Blunt
- 30 Something - Jay-Z
- 3 A.M - Eminem
- About Me - Raekwon
- American Baby Dave Matthews Band
- American Baby intro - Dave Matthews Band
- Angels - Robert Randolph and the Family Band
- Ass Like That - Eminem
- Bagpipes From Baghdad - Eminem
- Beach of the War Goddess - Caron Wheeler
- Better Days - Joe
- Big Weenie - Eminem
- Brown Skin - India.Arie
- Buffalo Bill - Eminem
- Butterflies - Raheem DeVaughn
- Butterfly - India.Arie
- Can't Let Go - Anthony Hamilton
- Catalina - Raekwon feat. Lyfe Jennings
- Charlene - Anthony Hamilton
- Cocaina - Busta Rhymes
- Cold, Cold World - Carl Thomas
- Colors - Grace Potter and the Nocturnals
- Come and Go - 50 Cent feat. Dr. Dre
- Comin' from Where I'm From - Anthony Hamilton
- Corn Bread - Dave Matthews Band
- Crack a Bottle - Eminem
- Daddy - Beyoncé
- déjà vu - Eminem
- Diane - Robert Randolph and the Family Band
- Don't Make Me Wait - Seal
- Dreamgirl - Dave Matthews Band
- Drop The Bomb - Eminem
- Encore - Eminem
- Everybody Wake Up (Our Finest Hour Arrives) - Dave Matthews Band
- Evil Deeds - Eminem
- Falling In Love - Anthony Hamilton
- Father - Caron Wheeler
- Fire - 50 Cent feat. Young Buck et Nicole Scherzinger
- Forever One Flesh - Lathun
- Get It Together - Seal
- Get It Together (reprise) - Seal
- Get You Some - Busta Rhymes
- Go Ahead - Alicia Keys
- Hard To Breathe - Anthony Hamilton
- Hell Breaks Loose- Eminem
- Hello - Eminem
- Hello Again - Dave Matthews Band
- Higher - The Game
- Hold Down The Block - Nas
- Hot Summer Night - Grace Potter and the Nocturnals
- Hunger For The Great Light - Dave Matthews Band
- I Choose - India.Arie
- I Do, Didn't I - Lathun
- I Get It In - 50 Cent
- I Need You - Alicia Keys
- I Understand - Joe
- I'm Waiting - Sharissa
- Imagine - Snoop Dogg feat. Dr. Dre et D'Angelo
- Insane - Eminem
- Just Lose It - Eminem
- Knocked Up, Locked Down - Sandra St. Victor
- Let Me Roll - Seal
- Let's Stay Home Tonight - Joe
- Lite As A Feather - Caron Wheeler
- Loneliest Star - Seal
- Lost One - Jay-Z feat. Chrisette Michele
- Louisiana Bayou - Dave Matthews Band
- Love Is The Only Way - Robert Randolph and the Family Band feat. Dave Matthews Band, Leroi Moore et Rashawn Ross
- Love Won't Let Me -  Lathun
- Love's Divine - Seal
- Low Road - Grace Potter & the Nocturnals
- Medicine - Grace Potter and the Nocturnals
- Medicine Ball - Eminem
- Minority Report - Jay-Z
- Money - Grace Potter and the Nocturnals
- Mosh - Eminem
- Music Box - Eminem
- Must Be The Ganja - Eminem
- My Enemies - 50 Cent
- My Mom - Eminem
- Nature - India.Arie
- No More Playing Games - Jimmy Cozier
- Oasis - Grace Potter and the Nocturnals
- Ok, You're Right - 50 Cent
- Old Dirt Hill (Bring That Beat Back) - Dave Matthews Band
- Only Love - Grace Potter and the Nocturnals
- Open Your Eyes - Bonnie McKee
- Out of My Hands - Dave Matthews Band
- Outta Control (Bonus track/Remix) - 50 Cent feat. Mobb Deep
- Outta Control (Remix) - 50 Cent
- Paris (Ooh La La) - Grace Potter and the Nocturnals
- Part of My Life -India.Arie
- Psycho - 50 Cent feat. Eminem
- Rain Man - Eminem
- Rich Girl - Gwen Stefani
- Rich Girls - Raheem DeVaughn feat. Too $hort
- Ridaz - Eminem
- Rocket Love - Black Coffey
- Same Song and Dance - Eminem
- Simple - India.Arie
- Since I Seen't You - Anthony Hamilton
- Sista Big Bones - Anthony Hamilton
- Smooth Rider - Dave Matthews Band
- So Bad - Eminem
- So This Is Christmas - Maroon 5
- Soul Street - Caron Wheeler
- Soul's On Fire - Anthony Hamilton
- Southern Stuff - Anthony Hamilton
- Stand Up (For It) - Dave Matthews Band
- Stay Wide Awake - Eminem
- Steady as We Go - Dave Matthews Band
- Stolen Away on  55th and 3rd - Dave Matthews
- Strength, Courage and Wisdom - India.Arie
- Sunday Morning (Urban remix) - Maroon 5
- Sweetest Thing - Lathun
- Taking My Ball - Eminem
- Tearing Me Apart - Ry Cuming
- Tell Me What We're Gonna Do Now -  Joss Stone feat. Common
- Testify - Nas
- That Phone - Grace Potter and the Nocturnals
- The Day We Met - Anthony Hamilton
- The Gettin' (instrumental) -
- The News - Anthony Hamilton
- These Eyes - India.Arie
- Tiny Light - Grace Potter and the Nocturnals
- Touch - Seal
- Trouble - Jay-Z
- Try Again - Raheem DeVaughn
- U Ain't Goin' Nowhere - Young Buck feat. Latoiya Williams
- Underground - Eminem
- Waiting for You - Seal
- We Made You - Eminem
- When Love Come In - Lathun feat. India.Arie
- Where Did It Go Wrong - Anthony Hamilton
- Where There's Gold - Seal
- Wonderful - India.Arie
- You Might Die Trying - Dave Matthews Band